# Prima battaglia di Legé
La prima battaglia di Legé è stata una battaglia della prima guerra di Vandea combattuta il 30 aprile 1793 a Legé.

## La battaglia
Sconfitto a Machecoul, François Charette si era rifugiato a Legé soltanto con 20 cavalieri. Non essendo riuscito ad organizzarsi con Charles Augustin de Royrand a Saint-Fulgent, Charette fu costretto a combattere da solo.
La colonna di 600 uomini del generale aiutante Boisguyon avanzava verso Legé ma Charette alla fine riuscì a raccogliere 1 500 paydrets (abitanti del Pays de Retz, oggi nel dipartimento della Loira Atlantica) e il 30 aprile iniziò lo scontro, il cui esito venne deciso molto rapidamente. I repubblicani attaccarono per primi ma essendo in inferiorità numerica vennero travolti dal contrattacco vandeano che li mandò in rotta costringendoli alla ritirata. Boisguyon perse i suoi due cannoni e 100 uomini.
Questa vittoria permise a Charette di equipaggiare le proprie truppe con i fucili presi ai repubblicani morti, che nessuno dei suoi uomini e di ottenere i due cannoni repubblicani abbandonati.